# Thomas Foucart
Thomas Foucart (5 juli 1984) is een Belgisch voormalig basketballer. Zijn tweelingbroer Olivier Foucart was een basketballer en basketbalcoach.

## Carrière
Foucart speelde in de jeugd van "Hoger Op Gent", in 2002 ging hij spelen in de tweede klasse bij BBC Falco Gent. In 2008 ging hij in de eerste klasse spelen bij Okapi Aalst samen met zijn broer die al een paar maanden eerder voor Aalst ging spelen. Nadien ging hij spelen voor reeksgenoot Optima Gent. In 2010 sloot hij zich aan bij tweedeklasser Kangoeroes Boom, zijn broer maakte toen de omgekeerde transfer naar Gent. In 2012 maakte hij de overstap naar reeksgenoot Basket Waregem waar hij vijf jaar speelde en meerder keren kampioen en vice-kampioen werd in de tweede klasse. In 2017 keerde hij terug naar BBC Falco Gent in de derde klasse en bleef er spelen tot in 2022 toen hij aankondigde te stoppen als basketballer.